# Kili Watch
Kili Watch is een liedje van de Belgische band The Cousins uit 1960.
De vrolijke en betekenisloze song "Kili-Watch" wordt een instanthit en een enorm succes. Binnen een paar maanden worden er meer dan 50.000 exemplaren van de single verkocht, een enorm aantal voor de Belgische platenindustrie in die dagen. De song, een compositie van bassist Gust Derese, was naar verluidt een adaptatie van een indianenliedje dat hij bij de scouts geleerd had. De hit droeg bij tot de rage van de rock-'n-roll bij de Belgische jeugd.
Hetzelfde jaar al werd de song in het Frans vertaald en opgenomen door Johnny Hallyday. Zijn versie behaalde de eerste plaats van de Franse hitparade in januari 1961.
Een andere Franse versie werd uitgebracht door Bob Azzam. Alsook, onder anderen, Plastic Bertrand. Bobbejaan Schoepen kwam met een versie in het Nederlands en in het Duits. Schoepen brengt de Duitse versie ook in de muzikale film 'Davon träumen alle Mädchen' uit 1961.
Van "Kili-Watch" werden meer dan 1 miljoen exemplaren verkocht.

## Meewerkende artiesten
- Productie: Roland Kluger
- Muzikanten[6].:
  - Adrien Ransy (drums)
  - André Van den Meersschaut (gitaar, zang)
  - Guido Van den Meersschaut (gitaar, zang)
  - Gustave Derese (basgitaar)